# Kenyas flagga
Kenyas flagga är en trikolor i färgerna svart, rött och grönt med vita skiljeränder mellan fälten. Mitt i flaggan finns en massajsköld över två korslagda spjut som anknyter till Kenyas statsvapen. Flaggan antogs av Kenya den 12 december 1963 och har proportionerna 2:3.

## Symbolik
Den svarta färgen står för frihetskampen för nationell självständighet, det röda för det blod som spilldes vid den koloniala frigörelsen och grönt för marken. De vita skiljeränderna symboliserar fred.

## Historik
Större delen av dagens Kenya blev en del av Brittiska Östafrika i slutet av 1800-talet, och använde då samma flagga som de övriga regionerna i kolonin. Den tyska protektoratet Wituland i landets östra del införlivades med den brittiska kolonin 1890 efter Helgoland-Zanzibar-fördraget.
I likhet med många andra afrikanska nationsflaggor bygger Kenyas flagga på den flagga som användes av den dominerande självständighetsrörelsen. Det största politiska partiet vid tiden för självständigheten 1963 var Kenya African National Union (KANU), och svart, rött och grönt är KANU:s partifärger. De vita skiljeränderna ovanför och under det röda fältet finns däremot inte i KANU:s flagga. Kenya var det första afrikanska land som valde en stiliserad avbildning av ett traditionellt föremål i flaggan, något som flera andra länder i södra Afrika gjort sedan dess, till exempel Zimbabwe och Lesotho.

### Tidigare flaggor

Brittiska Östafrikas och därefter brittiska Kenyas flagga
Wituprotektoratets flagga 1893-1920